# Черешеньки (село)
Чере́шеньки — село в Україні, у Коропській селищній громаді Новгород-Сіверського району Чернігівської області. Населення становить 248 осіб. Дворів — 36. До 2016 у складі Вишеньківської сільської ради. Від 2016 року орган місцевого самоврядування — Коропська селищна громада.
Розташоване на річці Десна.

## Символіка
На гербі зображені дві черешні, що символізує назву села (герб є промовистим). Що черешень саме дві і вони з'єднані говорить що село історично нерозривно пов'язане з сусіднім селом Вишеньки (у них був один господар). Зелений листочок - краса місцевої природи. Золотий колір символізує піщані береги а синя смужка річку Десна. Біля села річка рівна та швидкоплинна наче спис. Козацький хрест говорить про славетну козацьку історію села.

## Історія
У 1767 році село придбав граф Петро Олександрович Румянцев-Задунайський, президент Малоросійської колегії й генерал-губернатор Лівобережної України.
У XIX столітті Черешеньки перейшли у власність князів Долгоруких.
12 червня 2020 року, відповідно до розпорядження Кабінету Міністрів України № 730-р «Про визначення адміністративних центрів та затвердження територій територіальних громад Чернігівської області», увійшло до складу Коропської селищної громади.
19 липня 2020 року, в результаті адміністративно-територіальної реформи та ліквідації Коропського району, увійшло до складу Новгород-Сіверського району Чернігівської області.

## Населення

### Мова
Розподіл населення за рідною мовою за даними перепису 2001 року:
| Мова       | Кількість | Відсоток |
| ---------- | --------- | -------- |
| українська | 242       | 97.58%   |
| російська  | 6         | 2.42%    |
| Усього     | 248       | 100%     |

## Галерея

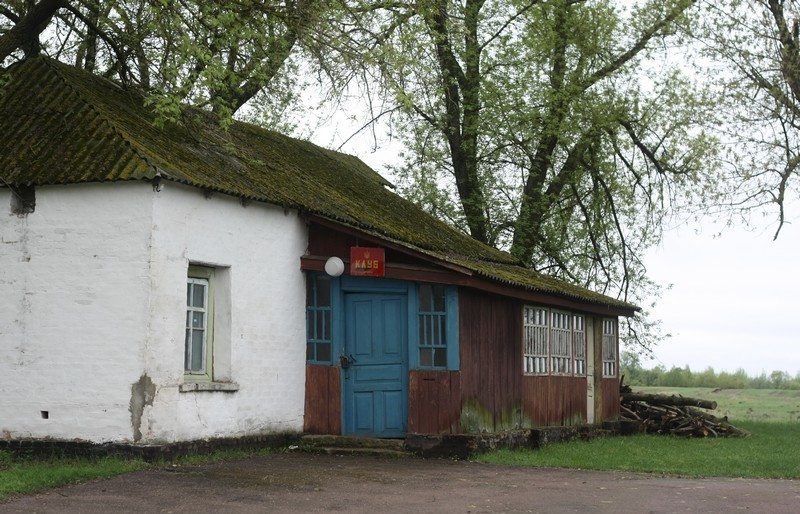